# Escamots (Estat Català)

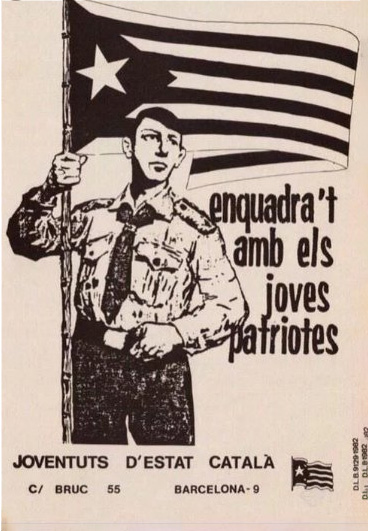
Escamot con uniforme y bandera,

La estelada blava, bandera utilizada por Estat Català y que es la primera bandera del independentismo catalán moderno.

Los Escamots eran una organización paramilitar creada por el partido Estat Català poco después de que este fuera fundado como organización política en 1922. Según el historiador Enric Ucelay-Da Cal el término escamot lo creó Manuel Pagès, el segundo de Daniel Cardona, quien prefirió utilizar esta palabra, que significa pelotón, en lugar de esquadra para diferenciarse de los squadristi fascistas italianos.

## Historia
Los escamots tuvieron diferentes fases de organización. Inicialmente se crearon como subdivisiones del llamado Ejército Catalán creado por Estat Català de cara al Complot de Prats de Molló (1926) durante la dictadura de Primo de Rivera.
Posteriormente, una vez proclamada la Segunda República española (1931) y con Estat Català integrado de manera autónoma dentro de ERC, la organización paramilitar fue encuadrada en la llamada Guardia Cívica, dirigida por Daniel Cardona y que tendría una duración muy corta.
Una vez establecido el Estatuto de autonomía de Cataluña de 1932, el grupo fue reorganizado bajo la dirección de Miquel Badia, a quien encargaría esta tarea Francesc Macià tras intentar que llevara a cabo el trabajo Jaume Compte. Los escamots vivieron su momento álgido entre 1932 y 1933, época en la que fueron uniformados y protagonizaron diversos actos multitudinarios e incidentes violentos. El uniforme de esta época incluía una camisa militar verde, unos pantalones oscuros y unos correajes de cuero. Los escamots tenían una estructura jerárquica claramente militarizada.
Pronto la organización sería oficialmente disuelta por la polémica causada al protagonizar algunos episodios violentos. Sin embargo, en la práctica no desaparecieron y siguieron conservando su estructura dentro de las Joventuts d'Esquerra Republicana-Estat Català (JEREC), que estuvieron presididas por quien sería futuro secretario general de Estat Català al morir Macià, el entonces consejero de Gobernación Josep Dencàs. Miquel Badia fue en la práctica su principal dirigente hasta su muerte (28 de abril de 1936). Los escamots participarían como tales nuevamente parcialmente uniformados con una uniformidad improvisada y diferente a la anterior, pero conservando las 'camisas verdes y siendo llamados como tales, durante la proclamación del Estado Catalán en octubre de 1934.
La estructura de los comandos se mantendría de facto durante toda la guerra, el exilio y la clandestinidad dentro de las juventudes del Estat Català.